# Johannes Semm
Johannes Semm (* 1983 in Wiesbaden) ist ein deutscher Synchronsprecher und Hörspielsprecher.

## Leben
Semm ist durch die Synchronisation zahlreicher Figuren bekannt. So lieh er z. B. Loris Freund Bobby aus der Serie Willkommen bei den Louds sowie Miles Hollingsworth III aus der Serie Degrassi: Die nächste Klasse seine Stimme. Außerdem sprach er die Rolle des Joe Spooner aus dem Hörspiel Red River – Tränen aus Blut und ist als „Werbestimme“ in Hörfunk und TV zu hören.

## Synchronisation
- seit 2009: Angelo!
- seit 2011: Bob’s Burgers
- 2015: Die Brot-Piloten
- 2015–2016: Fresh Beat Band Spione
- seit 2016: Willkommen bei den Louds
- 2016–2017: Degrassi: Die nächste Klasse
- 2017: Die Münzraub-AG
- 2017–2021: Das Geheimnis der Hunters
- 2020: Ninjago
- 2020: Jin Sakai (Ghost of Tsushima PS4)

## Hörbücher
- 2011: Red River – Tränen aus Blut

## Belege
1. ↑  Eintrag Johannes Semm bei Bastei-Lübbe

| Personendaten    | Personendaten                                   |
| ---------------- | ----------------------------------------------- |
| NAME             | Semm, Johannes                                  |
| KURZBESCHREIBUNG | deutscher Synchronsprecher und Hörspielsprecher |
| GEBURTSDATUM     | 1983                                            |
| GEBURTSORT       | Wiesbaden                                       |